# 유엔 총회 결의안 ES-10/21

찬성
반대
기권
부재
회원국 아님

유엔 총회 결의안 ES-10/21(United Nations General Assembly Resolution ES-10/21)은 2023년 이스라엘-하마스 전쟁과 관련된 유엔 총회 제10차 긴급 특별회의 결의안이다.
이 보고서는 "즉각적이고 지속적인" 인도주의적 휴전과 적대 행위 중단을 요구하고 "팔레스타인과 이스라엘 민간인을 겨냥한 모든 폭력 행위"를 비난하며 "모든 당사자가 국제법에 따른 의무를 즉각적이고 완전하게 준수할 것을 요구한다"고 밝혔다.
이 결의안은 요르단이 유엔 안전 보장 이사회에서 인도주의적 일시 중지 및 휴전에 관한 결의안을 4번이나 시도했지만 실패하자 제출되었다. 이 법안은 121대 14, 기권 44표로 채택됐다.